# Островито (озеро, Пригородная волость Пустошкинского района)
Островито — озеро в Пригородной волости Пустошкинского района Псковской области, в 9 км к югу от города Пустошка.
Площадь — 1,0 км² (100,5 га, с островами (7,5 га) — 1,1 км² или 108,0 га). Максимальная глубина — 6,0 м, средняя глубина — 2,0 м. Площадь водосборного бассейна — 16,0 км².
Ближайшие населённые пункты — деревни Кузнецово (в 0,7 км к югу, на побережье соседнего озера Жадро) и Сергейцево (в 4 км к западу).
Проточное. Относится к бассейну реки Фролянки — притоку Неведрянки, впадающей в свою очередь в Великую. Южнее расположено озеро Жадро.
Тип озера лещово-плотвичный с уклеей и судаком. Массовые виды рыб: щука, окунь, плотва, лещ, судак, язь, линь, налим, ерш, красноперка, щиповка, вьюн, уклея, густера, карась.
Для озера характерны: песчано-илисто-каменистое дно, глина.